# Скшентля-Роювка
Скшентля-Роювка (пол. Skrzętla-Rojówka) — село в Польщі, у гміні Лососіна-Дольна Новосондецького повіту Малопольського воєводства.
Населення — 298 осіб (2011).
У 1975-1998 роках село належало до Новосондецького воєводства.

## Демографія
Демографічна структура станом на 31 березня 2011 року:
|          | Загалом | Допрацездатний вік | Працездатний вік | Постпрацездатний вік |
| -------- | ------- | ------------------ | ---------------- | -------------------- |
| Чоловіки | 152     | 30                 | 106              | 16                   |
| Жінки    | 146     | 37                 | 83               | 26                   |
| Разом    | 298     | 67                 | 189              | 42                   |